# Uluapeño
Uluapeño är en ort i Mexiko.   Den ligger i kommunen Carlos A. Carrillo och delstaten Veracruz, i den sydöstra delen av landet, 400 km öster om huvudstaden Mexico City. Uluapeño ligger 11 meter över havet och antalet invånare är 178.
Terrängen runt Uluapeño är mycket platt. Runt Uluapeño är det ganska glesbefolkat, med 34 invånare per kvadratkilometer. Närmaste större samhälle är Cosamaloapan de Carpio, 12,5 km väster om Uluapeño. Trakten runt Uluapeño består till största delen av jordbruksmark.